# Dor Hugi
Dor Hugi (hebräisch דור חוגי; * 10. Juli 1995 in Bnei Berak) ist ein israelischer Fußballspieler.

## Karriere

### Verein
Hugi spielte zunächst in der Jugend von Maccabi Haifa. Im Mai 2014 debütierte er für die Profis von Haifa in der Ligat ha’Al, als er am zehnten Spieltag der Meisterrunde der Saison 2013/14 gegen Hapoel Be’er Scheva in der 59. Minute für Shon Weissman eingewechselt wurde. Dies blieb sein einziger Einsatz für den Verein. Zur Saison 2014/15 wurde er an den Ligakonkurrenten Hapoel Petach Tikwa verliehen. Im Oktober 2014 erzielte er bei einem 4:1-Sieg gegen Hapoel Akko sein erstes Tor in der höchsten israelischen Spielklasse. Während der Leihe kam er zu 24 Einsätzen für Hapoel Petach Tikwa, in denen er sechs Tore erzielte. Mit dem Verein stieg er zu Saisonende allerdings aus der Ligat ha’Al ab. Zur Saison 2015/16 wurde er erneut an einen Ligakonkurrenten von Haifa weiterverliehen, diesmal an Maccabi Petach Tikwa. Für Maccabi Petach Tikwa kam er zu 26 Erstligaeinsätzen, in denen er drei Tore machte.
Nach dem Ende der Leihe kehrte er nicht mehr nach Haifa zurück und wechselte zur Saison 2016/17 zum Ligakonkurrenten Hapoel Ra’anana. In eineinhalb Spielzeit bei Ra’anana kam er zu 36 Ligaeinsätzen und erzielte dabei drei Treffer. Im Januar 2018 wechselte Hugi zum Zweitligisten Hapoel Tel Aviv. Für Tel Aviv kam er zu 18 Einsätzen in der Liga Leumit, in denen er sechs Tore machte. Zu Saisonende stieg er mit dem Verein als Zweitligameister in die Ligat ha’Al auf. Nach dem Aufstieg wechselte er zur Saison 2018/19 zum Zweitligisten Hapoel Ramat Gan. Für Ramat Gan kam er zu 35 Spielen in der zweithöchsten Spielklasse, in denen er acht Tore machte. Zur Saison 2019/20 kehrte er zum Ligakonkurrenten Maccabi Petach Tikwa zurück. Für Maccabi Petach Tikwa absolvierte er in jener Spielzeit 34 Zweitligaspiele und machte elf Tore; zu Saisonende stieg er mit dem Verein in die Ligat ha’Al auf.
Zur Saison 2020/21 wechselte Hugi nach Österreich zum Bundesligisten SKN St. Pölten, bei dem er einen bis Juni 2022 laufenden Vertrag erhielt. Für den SKN kam er zu insgesamt 31 Einsätzen in der Bundesliga, in denen er acht Tore erzielte. Nach dem Abstieg der St. Pöltner aus der Bundesliga am Ende der Saison 2020/21 verließ er den Verein und wechselte nach Polen zum Erstligisten Wisła Krakau. Mit dem Verein stieg er im Sommer 2022 in die zweite polnische Liga ab. Im Januar 2023 verlieh ihn Wisła Krakau für ein halbes Jahr an den israelischen Erstligisten FC Bnei Sachnin. Im Sommer des Jahres wurde er dort fest verpflichtet. Im Sommer 2024 wechselte Hugi innerhalb der israelischen Liga zu Hapoel Haifa.

### Nationalmannschaft
Hugi spielte ab 2011 für israelische Jugendnationalauswahlen. Zwischen 2013 und 2014 spielte er für die U19-Auswahl. Mit dieser nahm er 2014 an der EM teil. Hugi kam in allen drei Spielen Israels zum Einsatz und erzielte das einzige Tor Israels, mit seinem Land musste er punktelos als Letzter der Gruppe A in der Vorrunde ausscheiden.
Zwischen September 2015 und Oktober 2016 kam er acht Mal für die U21-Mannschaft zum Einsatz.